# Lee Miller (Fußballspieler)
Lee Miller (* 18. Mai 1983 in Lanark) ist ein schottischer Fußballspieler. Der Stürmer spielt derzeit beim FC Falkirk.

## Laufbahn
Miller begann seine Profikarriere beim FC Falkirk. Hier machte er auf sich aufmerksam und wurde 2003 für 300.000 £ Ablösesumme zu Bristol City transferiert. Da er sich nicht nachhaltig durchsetzen konnte, wurde er im Januar 2005 nach Schottland an Heart of Midlothian verliehen. Da er das halbe Jahr beim Klub erfolgreich gestalten konnte, wurden wieder mehrere Klubs auf ihn aufmerksam. Die Hearts wollten ihn längerfristig verpflichten, jedoch bekam der Klub Konkurrenz von anderen schottischen Vereinen, die um ihn mitboten. Den Zuschlag erhielt Dundee United für 225.000 £ Ablöse. Jedoch konnte er die Form nicht halten, und nachdem er sich bald nur noch auf der Bank wiedergefunden hatte, entschlossen sich Klub und Spieler, das Vertragsverhältnis im Sommer 2006 zu beenden, und Miller ging zum FC Aberdeen, der bereits im Vorjahr Interesse gezeigt hatte. Dort wurde Lee Miller schnell Stammspieler und Star der Mannschaft. Mit seinen Toren verhalf er dem Team zur UEFA-Pokal-Teilnahme 2007.
Während der Winterpause 2010 wechselte Lee Miller zum FC Middlesbrough. Von Ende November 2010 bis Anfang Januar 2011 spielte er auf Leihbasis für Notts County in der drittklassigen Football League One. Seit dem 28. Januar 2011 ist er in der gleichen Spielklasse bis Saisonende für Scunthorpe United aktiv.
Am 23. August 2011 verpflichtete der englische Drittligist Carlisle United Miller mit einer Vertragslaufzeit von zwei Jahren.